# Boarmia glochinophora
Boarmia glochinophora är en fjärilsart som beskrevs av Louis Beethoven Prout 1925. Boarmia glochinophora ingår i släktet Boarmia och familjen mätare. Inga underarter finns listade i Catalogue of Life.